# Isla Anatoly
Isla Anatoly es el nombre de una isla venezolana en el Parque nacional Canaima. Administrativamente hace parte del Municipio Gran Sabana del Estado Bolívar. Se trata de una isla selvática y de vegetación frondosa, que se encuentra entre la Laguna de Canaima y el Río Carrao, entre los saltos El Sapo y El Hacha. Por lo que constituye un conocido destino turístico, siendo el lugar donde localiza el Campamento Tomás Bernal, sitio que fue llamado así en honor de la persona que lo fundo en 1983. Además por ser parte de un Parque nacional su territorio está protegido. Al norte de la isla, en tierra firme se encuentra Puerto Ucaima y una pista de aterrizaje.